# شعر موجود

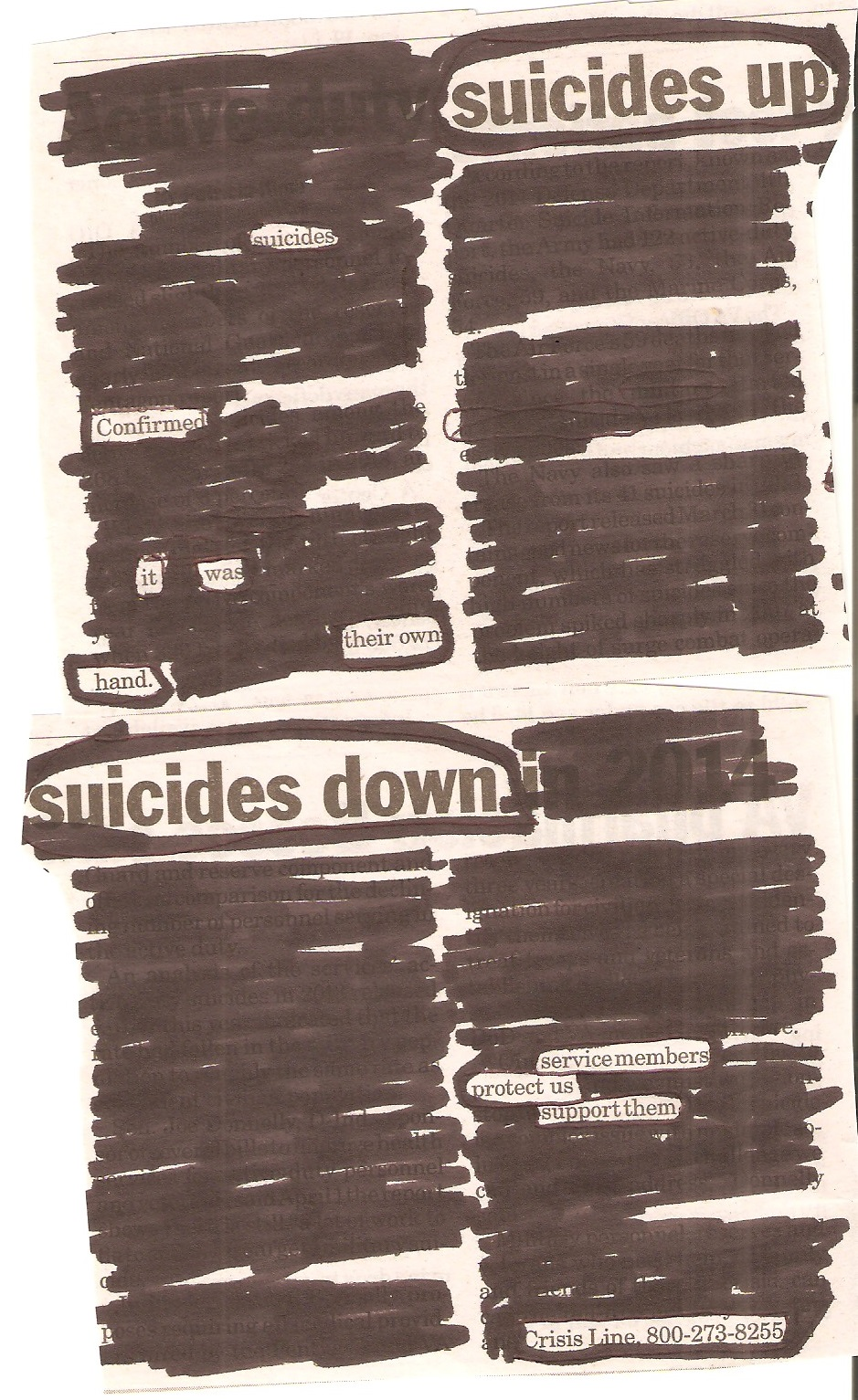
قصائد التعتيم "اضطراب ما بعد الصدمة انتحار" للمحاربين القدامى

الشعر الموجود هو نوع من الشعر تم إنشاؤه عن طريق أخذ كلمات وعبارات وأحيانًا مقاطع كاملة من مصادر أخرى وإعادة صياغتها (المعادل الأدبي للتلزيق) عن طريق إجراء تغييرات في المسافات والأسطر، أو عن طريق إضافة نص أو حذفه، وبالتالي نقل معنى جديد. ويمكن تعريف القصيدة الناتجة بأنها عولجت: تغيرت بطريقة عميقة ومنهجية؛ أو غير معالجة: لم تتغير تقريبًا عن ترتيب القصيدة وتركيبها ومعناها.